# Советская военная администрация в Германии
Советская военная администрация в Германии (нем. Sowjetische Militäradministration in Deutschland, сокр. СВАГ) — орган военной администрации, созданный 6 июня 1945 года и заменивший органы государственного управления в советской зоне оккупации Германии. СВАГ была отделена от оперативного командования войск на этой территории и напрямую подчинялась Совету народных комиссаров. Штаб-квартира СВАГ размещалась в берлинском районе Карлсхорст. Администрация осуществляла непосредственное управление советской зоной оккупации Германии с 1945 года вплоть до образования Германской Демократической Республики в 1949 году.

## Руководство
Постановлением СНК СССР «Об организации Советской военной администрации по управлению Советской зоной оккупации в Германии» № 1326/301 6 июня 1945 года назначены:
- Главноначальствующим Советской военной администрацией — Маршал Советского Союза Г. К. Жуков.
- Первым заместителем главноначальствующего военной администрацией — генерал армии В. Д. Соколовский.
- Заместителем главноначальствующего по делам гражданской администрации — комиссар государственной безопасности 2-го ранга И. А. Серов. (Приказом НКВД от 4 июля 1945 г. Серов был также назначен уполномоченным НКВД СССР по ГСОВГ[2].)
- Начальником штаба — генерал-полковник В. В. Курасов[3].
- Заместителем главноначальствующего, начальником Экономического управления — генерал-майор интендантской службы С. И. Шабалин.
- С марта 1946 года по март 1949 года — главнокомандующий Группой советских оккупационных войск в Германии и Главноначальствующий Советской военной администрации в Германии Маршал Советского Союза В. Д. Соколовский[4].
- Последним Главноначальствующим Советской военной администрации в Германии (март — октябрь 1949 года) был генерал армии В. И. Чуйков.

## Структура
Постановлением СНК СССР от 6 июня 1945 года была предусмотрена следующая структура СВАГ:
1. Штаб.
2. Управление комендантской службы.
3. Военный отдел.
4. Военно-морской отдел.
5. Военно-воздушный отдел.
6. Политический отдел.
7. Промышленный отдел.
8. Сельскохозяйственный отдел.
9. Отдел торговли и снабжения.
10. Транспортный отдел.
11. Отдел топлива.
12. Финансовый отдел.
13. Отдел связи.
14. Отдел внутренних дел.
15. Отдел народного образования.
16. Отдел здравоохранения.
17. Правовой отдел.
18. Отдел рабочей силы.
19. Отдел по репатриации. Уполномоченный по репатриации в западных зонах генерал-майор Драгун, Василий Михайлович
20. Отдел по репарациям и поставкам[3].

Структура органов СВАГ на местах в целом воспроизводила структуру центрального аппарата. Она включала 5 управлений советской военной администрации в провинциях и землях зоны (Тюрингия, Саксония, Саксония-Ангальт, Мекленбург и Бранденбург), а также Управление военного коменданта Советского сектора оккупации Берлина, которым, в свою очередь, подчинялись окружные, районные и городские военные комендатуры. Поскольку первоначальная организационная схема СВАГ, зафиксированная в постановлении СНК СССР от 6 июня 1945 г., носила скорее общий характер, в дальнейшем, с учетом реалий работы она вынуждена была не раз меняться.

## История СВАГ
20 апреля 1945 года Сталин распорядился о создании на занятой советскими войсками территории Германии (западнее линии Одер — Нейсе), подконтрольной советским военным властям немецкой администрации.
2 мая 1945 года ГКО издал постановлении № 8377сс «О назначении и обязанностях уполномоченных НКВД — зам. командующих фронтами по управлению гражданскими делами на территории Германии». Этим постановлением уполномоченные НКВД по фронтам (И. А. Серов — по 1-му Белорусскому фронту, Л. Ф. Цанава — по 2-му Белорусскому фронту, П. Я. Мешик — по 1-му Украинскому фронту) становились заместителями командующих соответствующих фронтов по управлению гражданскими делами на территории Германии. Таким образом, ответственным за гражданскую администрацию в Германии фактически становился НКВД. Уполномоченные НКВД руководили назначением немецких бургомистров городов и районов, сельских старост, начальников полиции, прокуроров и судей. Всю работу по подбору и подготовке немецких кадров проводило Управление по антифашистской работе (7-е управление) Главного политического управления Красной армии и 7-е отделы политуправлений фронтов. Уже в конце апреля — начале мая 1945 г. готовились кадры и составлялись характеристики на будущих бургомистров.
6 июня 1945 года постановлением СНК СССР была организована Советская военная администрация в Германии во главе с Г. К. Жуковым. При этом И. А. Серов занял должности одновременно заместителя главноначальствующего СВАГ по делам гражданской администрации и Уполномоченного НКВД в Германии. Первоначально администрация располагалась в имении Хольцдорф под Веймаром, принадлежавшем немецкому фабриканту и коллекционеру, члену НСДАП Отто Кребсу. При размещении администрации был обнаружен тайник со значительным количеством произведений искусства (преимущественно картин французских импрессионистов), которые были реквизированы и отправлены в Эрмитаж.
Приказом главнокомандующего СВАГ № 5 Г. К. Жукова от 9 июля 1945 года были назначены начальники советской военной администрации земель и их заместители по гражданским делам. Начальниками советской военной администрации земель были назначены командующие армиями. В первой половине июля Жуков рассмотрел и утвердил кандидатуры немецких президентов и вице-президентов земель и провинций.
Советские оккупационные власти активно использовали немецких коммунистов. Ещё в марте 1945 г. руководители отдела международной информации ЦК ВКП(б) Г. Димитров и А. С. Панюшкин направили секретарю ЦК ВКП(б) Г. М. Маленкову записку о необходимости создания «органов содействия» Красной армии на занятых немецких территориях, во главе которых должны быть поставлены «наиболее надёжные и крепкие работники из числа немецких коммунистов». В конце апреля 1945 г. из Москвы в Германию прибыло три группы ЦК КПГ, работу которых координировала одна из них — группа члена Политбюро ЦК КПГ В. Ульбрихта, ставшая известной как «Бюро Ульбрихта». В последующие дни в Германию прибывали группы по 100 человек и больше в каждой — немецкие политэмигранты, антифашисты из военнопленных, деятели Национального комитета «Свободная Германия», прошедшие политическую подготовку в СССР.
Советские власти активно продвигали советскую культуру — например, к марту 1946 года в кинотеатрах сельской местности в Тюрингии на 4 немецких фильма приходился 1 советский фильм.
Летом 1946 года СВАГ начала готовиться к выборам в местные и земельные органы власти. При этом глава СВАГ В. Д. Соколовский, сменивший Жукова на этом посту, в своём указании 18 июня 1946 г. писал о необходимости «создания условий для победы СЕПГ» и называл основной задачей «организационно-политическое укрепление СЕПГ». Соколовский откровенно писал, что результаты выборов «будут считаться удовлетворительными лишь в том случае, если они дадут победу СЕПГ».
15 сентября 1946 года общинные выборы в земле Бранденбург принесли победу СЕПГ. О причинах этого в документах СВАГ говорилось следующее: «Сравнительно высокий процент (59,8) голосов, отданных за списки СЕПГ на общинных выборах объясняется тем, что органам СВА Земли удалось не допустить в 33 процентах общин выставления списков буржуазных партий».
20 октября 1946 года в советской зоне оккупации прошли выборы в местные органы власти. СЕПГ получила на них около 50 % голосов. Однако на выборах в городское и районные собрания Берлина СЕПГ получила только 19,8 % голосов, тогда как СДП — 48,7 %, ХДС — 22,1 %, ЛДП — 9,4 %. Даже в советском секторе Берлина СЕПГ получила только 29,9 % голосов.
Следующие выборы, которые должны были состояться в 1948 года, были отложены до осени 1949 года. С октября 1948 года было запрещено ввозить в советскую зону оккупации из западных зон любую литературу и периодические издания.
СВАГ активно осуществляла организацию вывоза в СССР промышленного оборудования из советской зоны оккупации в качестве репараций. 16 августа 1945 г. Жуков в речи перед руководителями СВА земель и провинций говорил: «нам нужно быстро вывезти всё, что нужно в счёт покрытия издержек войны» пока немцы «ошарашены финалом войны».
В 1945 году в советской оккупационной зоне была осуществленная земельная реформа — земельные владения площадью свыше 100 гектаров были разделены между крестьянами. Осенью 1945 г. были введены принудительные заготовки сельскохозяйственной продукции.
В октябре 1946 года в связи с нехваткой продовольствия в СССР И. А. Серов направил Л. П. Берии записку с предложением вывести в СССР из советской оккупационной зоны в Германии «излишки» продовольствия. Эти предложения были сообщены Сталину и одобрены им. Вывоз в СССР продовольствия с востока Германии серьёзно отразился на и без того скудном снабжении немецкого населения. Это привело к массовому недовольству и осложнило работу немецкого самоуправления.
24 июня 1948 г. советские войска блокировали Западный Берлин, что стало реакцией на введение там западногерманской марки (см. Блокада Берлина). США и союзники организовали воздушный мост для снабжения Западного Берлина. Блокада не принесла желаемых результатов и была снята 12 мая 1949 года.
10 октября 1949 г. в предместье Берлина Карлсхорсте, по поручению правительства СССР, главноначальствующий Советской военной администрации в Германии генерал армии В. И. Чуйков передал функции управления в советской зоне оккупации Гротеволю, первому главе правительства ГДР.
СВАГ прекратила своё существование в октябре 1949 года после провозглашения ГДР и вместо неё была образована Советская контрольная комиссия в Германии (СКК).